# Сан-Лоренсу-де-Санде
Сан-Лоренсу-де-Санде (порт. São Lourenço de Sande)  —  район (фрегезия) в Португалии,  входит в округ Брага. Является составной частью муниципалитета  Гимарайнш. Находится в составе крупной городской агломерации Большое Минью. По старому административному делению входил в провинцию Минью. Входит в экономико-статистический  субрегион Аве, который входит в Северный регион. Население составляет 1306 человек на 2001 год. Занимает площадь 2,67 км².
Покровителем района считается Святой Лоренсо (порт. São Lourenço).